# Beethoven (film)
Beethoven (ang. Beethoven) – amerykański film familijny. Historia rodziny Newtonów, której monotonną codzienność niespodziewanie przerywa mały szczeniak. Wkrótce wyrasta on na potężnego psa rasy bernardyn. Zaczyna się nim interesować przebiegły lekarz z pobliskiej kliniki weterynaryjnej.

## Obsada
- Charles Grodin jako George Newton
- Bonnie Hunt jako Alice Newton
- Nicholle Tom jako Ryce Newton
- Christopher Castile jako Ted Newton
- Sarah Rose Karr jako Emily Newton
- Dean Jones jako dr Herman Varnick
- David Duchovny jako Brad
- Patricia Heaton jako Brie

i inni.

## Wersja polska
Wersja polska: Studio Opracowań Filmów w Warszawie 

Reżyseria: Miriam Aleksandrowicz 

Dialogi polskie: Krystyna Skibińska-Subocz 

Dźwięk: Alina Hojnacka-Przeździak 

Montaż: Halina Ryszowiecka 

Kierownik produkcji: Mieczysława Kucharska 

Obsada wersji polskiej:
- Cezary Morawski - George Newton
- Barbara Bursztynowicz - Alice Newton
- Marcin Troński - Dr Herman Varnick
- Paulina Łączyńska - Ryce Newton
- Norbert Jonak - Ted Newton
- Ola Malska - Emily Newton
- Jacek Kałuski - Harvey
- Jacek Czyż - Vernon
- Karina Szafrańska - Brie
- Jerzy Mazur - Brad
- Antonina Girycz - Devonia
- Teresa Lipowska - Pani Grundel
- Joanna Wizmur - Ruth Walters
- Andrzej Gawroński
- Agata Gawrońska

i inni